# Peter Palčik
Peter Palčik (Palčuk) (* 4. ledna 1992 Jalta) je izraelský zápasník–judista původem z Ukrajiny.

## Sportovní kariéra
Narodil se v Jaltě na poloostrově Krym. Po narození přišel o otce a jeho matka s ním záhy odjela do Izraele. S judem začínal ve čtyřech letech na doporučení lékaře v Rišon le-Cijonu. Připravuje se pod vedením Pavla Musina. V izraelské reprezentaci se objevuje s přestávkami od roku 2010 nejprve ve střední váze do 90 kg a od roku 2015 startuje v polotěžké váze do 100 kg. V roce 2016 se na olympijské hry v Riu nekvalifikoval.

### Vítězství
- 2017 - 1x světový pohár (Cancun)
- 2018 - 1x světový pohár (Tbilisi)

## Výsledky
| Olympijské hry     | —   |   |     |     | — |   |     |     | — |     |    |  |  |  |  |  |  |  |  |  |  |  |  |  |
| Mistrovství světa  |     | — | —   | —   |   | — | —   | —   |   | úč. |    |  |  |  |  |  |  |  |  |  |  |  |  |  |
| Evropské hry       |     |   |     |     |   |   |     | úč. |   |     |    |  |  |  |  |  |  |  |  |  |  |  |  |  |
| Mistrovství Evropy | —   | — | —   | —   | — | — | úč. | úč. | — | 7.  | 3. |  |  |  |  |  |  |  |  |  |  |  |  |  |
| MS juniorů         | —   | — | —   | úč. |   |   |     |     |   |     |    |  |  |  |  |  |  |  |  |  |  |  |  |  |
| ME juniorů         | —   | — | úč. | 2.  |   |   |     |     |   |     |    |  |  |  |  |  |  |  |  |  |  |  |  |  |
| ME dorostenců      | úč. |   |     |     |   |   |     |     |   |     |    |  |  |  |  |  |  |  |  |  |  |  |  |  |